# Košická botanická záhrada
Košická botanická záhrada je chráněný areál v katastrálním území Severné Mesto města Košice v okrese Košice I v Košickém kraji na Slovensku. Území bylo vyhlášeno v roce 2002 a jeho rozloha je 29,76 hektaru. Předmětem ochrany je výzkumné a didaktické pracoviště zaměřené na zachování genofondu volně rostoucích a kulturních druhů rostlin tropů až mírného podnebného pásma.